# GNU MediaGoblin
Pour les articles homonymes, voir GMG.
GNU MediaGoblin (aussi raccourcis MediaGoblin ou GMG) est un logiciel libre, serveur, décentralisé, pour héberger et partager plusieurs types de fichiers multimédia. Il fournit une alternative logicielle aux principaux services de publications tels que Flickr et YouTube en termes de respect de la liberté.
MediaGoblin permet de diffuser des images et des vidéos en streaming.

## Histoire
En novembre 2012, une campagne de don de $ 60 000 a été réalisée et $ 64 732 ont été récoltés.